# Kuan Jü
Kuan Jü (Guān Yŭ 關羽, kolem 162 – 220) byl čínský vojevůdce období tří říší. 

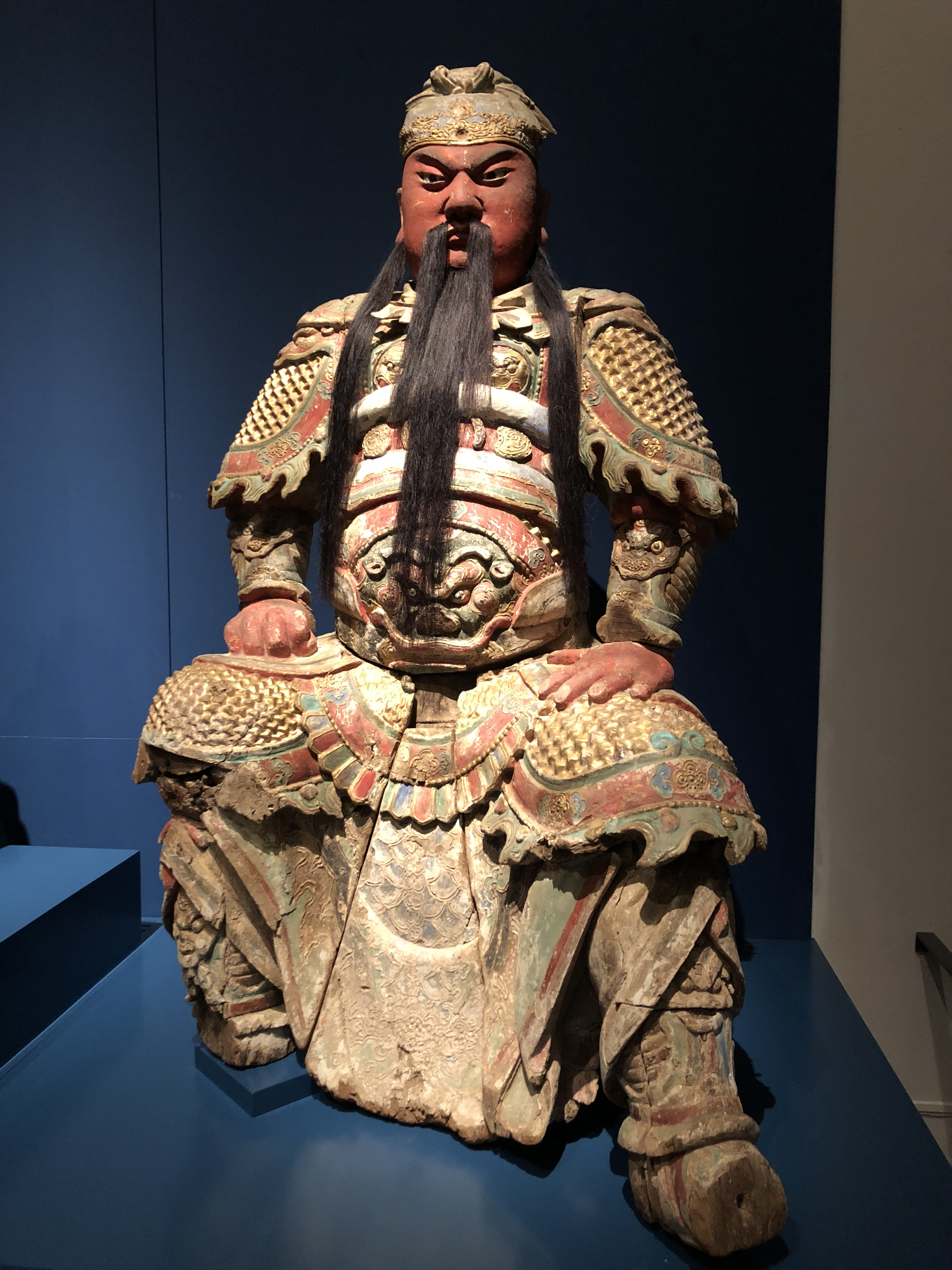
Socha Kuan Jü v horské zbroji, dynastie Ming

 Po většinu své kariéry byl pobočníkem a hlavním generálem Liou Peje, zakladatele státu Šu, jedné ze soupeřících Tří říší. Byl popraven jako zajatec po bitvě, v níž ho porazilo vojsko Sun Čchuana.
Po smrti se Kuan Jü stal vzorem vojevůdce a předmětem náboženského uctívání v čínském lidovém náboženství. V období vlády dynastií Jüan a Ming byl prohlášen bohem války a byly mu v Číně zasvěcovány chrámy. V období Říše Čching jeho kult vrcholil.

## Odraz v kultuře
Je jednou z hlavních postav románu Příběhy Tří říší, jehož autorem je Luo Kuan-čung.